# Campionat del Món de Trial 2024
|  | Per al campionat del món en pista coberta d'aquell any, vegeu Campionat del Món de X-Trial 2024 |

La temporada de 2024 del Campionat del Món de trial fou la 50a edició d'aquest campionat, organitzat per la FIM. El calendari oficial constava de 12 proves puntuables, celebrades entre el 18 de maig i el 15 de setembre. Quatre de les proves programades es disputaren als Països Catalans: els dos dies del Gran Premi d'Andorra a Sant Julià de Lòria (8 i 9 de juny) i els del Gran Premi d'Espanya a Ripoll (14 i 15 de setembre).
Toni Bou va guanyar el seu divuitè (i últim a data de 2024) campionat mundial a l'aire lliure. Els seus 18 títols, units als també 18 de trial indoor, tots ells consecutius, constitueixen un rècord sense parió dins el món del motociclisme. Bou es va proclamar campió aquell any després de guanyar totes les proves de la temporada menys una, que va guanyar Jaime Busto, el tercer classificat. El subcampió va ser Gabriel Marcelli, el company d'equip de Bou a Montesa, que va acabar amb només 3 punts d'avantatge envers Busto.
Adam Raga va ser quart aquell any amb la Sherco, marca per la qual havia fitxat a començaments d'any en no renovar-li el contracte TRRS. Aquella va ser la darrera temporada al campionat de Raga, ja que el 2025 es va retirar definitivament de les competicions després de prendre part al Trial Indoor de Barcelona.
Per tal de suplir la baixa d'Adam Raga, TRRS va fitxar aquell any Jorge Casales i Aniol Gelabert, que acabaren el campionat, respectivament, en el lloc sisè i vuitè.

## Sistema de puntuació
Barem de puntuació a partir de 1984:
| Posició | 1  | 2  | 3  | 4  | 5  | 6  | 7 | 8 | 9 | 10 | 11 | 12 | 13 | 14 | 15 |
| Punts   | 20 | 17 | 15 | 13 | 11 | 10 | 9 | 8 | 7 | 6  | 5  | 4  | 3  | 2  | 1  |

## Calendari
Fonts:
| Ronda | Data           | Gran Premi | Lloc                | Guanyador   |
| ----- | -------------- | ---------- | ------------------- | ----------- |
| 1     | 18 de maig     | Japó       | Twin Ring Motegi    | Toni Bou    |
| 2     | 19 de maig     | Japó       | Twin Ring Motegi    | Toni Bou    |
| 3     | 8 de juny      | Andorra    | Sant Julià de Lòria | Toni Bou    |
| 4     | 9 de juny      | Andorra    | Sant Julià de Lòria | Toni Bou    |
| 5     | 15 de juny     | Itàlia     | Valsassina          | Toni Bou    |
| 6     | 16 de juny     | Itàlia     | Valsassina          | Jaime Busto |
| 7     | 6 de juliol    | Alemanya   | Neunkirchen         | Toni Bou    |
| 8     | 7 de juliol    | Alemanya   | Neunkirchen         | Toni Bou    |
| 9     | 14 de juliol   | Bèlgica    | Comblain-au-Pont    | Toni Bou    |
| 10    | 25 d'agost     | França     | Cahors              | Toni Bou    |
| 11    | 14 de setembre | Espanya    | Ripoll              | Toni Bou    |
| 12    | 15 de setembre | Espanya    | Ripoll              | Toni Bou    |

## Classificació final
| Posició | Pilot             | Motocicleta | Punts |
| ------- | ----------------- | ----------- | ----- |
| 1       | Toni Bou          | Montesa     | 237   |
| 2       | Gabriel Marcelli  | Montesa     | 180   |
| 3       | Jaime Busto       | Gas Gas     | 177   |
| 4       | Adam Raga         | Sherco      | 151   |
| 5       | Matteo Grattarola | Beta        | 132   |
| 6       | Jorge Casales     | TRRS        | 107   |
| 7       | Miquel Gelabert   | Vertigo     | 107   |
| 8       | Aniol Gelabert    | TRRS        | 102   |
| 9       | Benoit Bincaz     | Sherco      | 82    |
| 10      | Hugo Dufrese      | Gas Gas     | 76    |